# Bothia castanella
Genre
Espèce
Bothia castanella, autrefois[Quand ?] Boletus castanellus[réf. nécessaire], de son nom vernaculaire, le Bolet des chataigneraies, est une espèce de champignons de la famille des Boletaceae. C’est l’unique espèce décrite du genre Bothia. Ses originalités lui avaient valu précédemment un déplacement dans sept genres différents, avant que la phylogénétique précise que c'est l'espèce d'un seul clade. 

## Taxinomie
Bothia Halling, T.J.Baroni & Manfr.Binder, 2007

### Synonymes
- Boletinus castanellus Peck 1900 (synonyme)
- Boletinellus castanellus (Peck) Murrill 1909 (synonyme)
- Chalciporus castanellus (Peck) L.D. Gómez 1997 (synonyme)
- Gyrodon castanellus (Peck) Singer 1938 (synonyme)
- Suillus castanellus (Peck) A.H. Sm. & Thiers 1964 (synonym)
- Xerocomus castanellus (synonyme)
- Boletus castanellus

## Description du sporophore
Sporophore : Cuticule sec, grossièrement tomenteux à fibrilleux, agrégats subtomenteux, fibrilleux et apprimés. 
Chair à texture douce, blanchâtre, non cyanescente. 
Hyménium décurrent, peu profonds, de manière visible boletinoïde, souvent avec des pores composés, brun pâle avec des taches brun foncé. 
Stipe sec, central ou excentré, brun pâle, des taches brun-foncé, souvent réticulée à l'apex, mycélium basal blanc. 
Sporée jaune brun. Spores ellipsoïdes à ovoïdes longs, lisses, inamyloïde.

## Habitat
Côte Est de l'Amérique du Nord.
Mycorhizes avec les Fagaceae et Quercus.

## Classification
Les analyses phylogénétiques sous-unité d'ADNr et recherches BLAST en utilisant la région ITS confirme son placement de Bothia castanella comme un lignée unique dans les Boletaceae.[style à revoir][réf. nécessaire]
- Bothia castanella[1] ex Boletinus castanellus

## Liste d'espèces
Selon Catalogue of Life (28 octobre 2013), Index Fungorum (28 octobre 2013) et NCBI (28 octobre 2013) :
- Bothia castanella (Peck) Halling, T.J. Baroni & Manfr. Binder 2007